# University College Dublin Association Football Club
El University College Dublin Association Football Club (en irlandés: Cumann Sacar Choláiste na hOllscoile, Baile Átha Cliath) es un club de fútbol de Irlanda, con sede en Dublín. Fue fundado en 1895 y compite en la Primera División, segunda categoría del fútbol irlandés.

## Palmarés

### Torneos nacionales
- Copa de Irlanda (1): 1983-84
- Supercopa de Irlanda (1): 2000-01
- Primera División de Irlanda (3): 1994-95, 2009, 2018
- Escudo de la Primera División (2): 1991-92, 1994-95
- Copa Intermedia (1): 1945-46
- Copa Intermadia de la isla de Irlanda (1): 1914-15

### Torneos regionales
- Copa de Leinster (3): 1980-81, 1994-95, 1995-96

## Participación en competiciones de la UEFA
| Temporada | Torneo                    | Ronda             | Club                 | Casa | Visita | Global |
| --------- | ------------------------- | ----------------- | -------------------- | ---- | ------ | ------ |
| 1984–85   | European Cup Winners' Cup | 1                 | Everton              | 0–0  | 0–1    | 0–1    |
| 2000      | UEFA Intertoto Cup        | 1                 | Velbazhd Kyustendil  | 3–3  | 0–0    | 3–3(a) |
| 2015–16   | UEFA Europa League        | 1ª Clasificatoria | F91 Dudelange        | 1–0  | 2–1    | 2–2(a) |
| 2015–16   | UEFA Europa League        | 2ª Clasificatoria | ŠK Slovan Bratislava | 1–5  | 0–1    | 1–6    |

### Récord europeo
| Torneo                    | J | G | E | P | GF | GC |
| ------------------------- | - | - | - | - | -- | -- |
| European Cup Winners' Cup | 2 | 0 | 1 | 1 | 0  | 1  |
| UEFA Intertoto Cup        | 2 | 0 | 2 | 0 | 3  | 3  |
| UEFA Europa League        | 4 | 1 | 0 | 3 | 3  | 8  |
| TOTAL                     | 8 | 1 | 3 | 4 | 6  | 12 |